# Second Hand
Second Hand je drugi studijski album hrvaške glasbene skupine Jinx, ki je izšel leta 1997 na kaseti in zgoščenki pri založbi Aquarius Records. Album vsebuje hita »Smijem se« in »Brazil«. Na kaseti je nekoliko drugačen seznam skladb - zamenjane so skladbe »Do kraja vremena«, »Čuvar močvara i trava«, »Sve se jednom mora vratiti« in »Smijem se«.

## Seznam skladb
Avtor glasbe in besedil je Coco Mosquito, vsi aranžmaji pa so delo skupine.

### Zgoščenka
| Št. | Naslov                       | Dolžina |
| --- | ---------------------------- | ------- |
| 1.  | „Astro Party‟                | 4:19    |
| 2.  | „Vikendboj‟                  | 3:24    |
| 3.  | „Brazil‟                     | 4:03    |
| 4.  | „Sve se jednom mora vratiti‟ | 5:36    |
| 5.  | „Smijem se‟                  | 3:35    |
| 6.  | „Čuvar močvara i trava‟      | 3:01    |
| 7.  | „Do kraja vremena‟           | 3:54    |
| 8.  | „Ruke‟                       | 3:22    |
| 9.  | „Zmija & zmaj‟               | 3:59    |

### Kaseta
| A stran | A stran                 | A stran |
| Št.     | Naslov                  | Dolžina |
| ------- | ----------------------- | ------- |
| 1.      | „Astro Party‟           | 4:19    |
| 2.      | „Vikendboj‟             | 3:24    |
| 3.      | „Brazil‟                | 4:03    |
| 4.      | „Do kraja vremena‟      | 3:54    |
| 5.      | „Čuvar močvara i trava‟ | 3:01    |

| B stran | B stran                      | B stran |
| Št.     | Naslov                       | Dolžina |
| ------- | ---------------------------- | ------- |
| 1.      | „Sve se jednom mora vratiti‟ | 5:36    |
| 2.      | „Smijem se‟                  | 3:35    |
| 3.      | „Ruke‟                       | 3:22    |
| 4.      | „Zmija & zmaj‟               | 3:59    |

## Jinx
- Coco Mosquito – električna kitara
- Berko – bobni
- Samir – električni bas
- Mr. Goody – električni klavir
- Yaya – vokal
- Džemo – trobenta
- Jakša – saksofon
- Neno – trombon

## Produkcija
- Tonska mojstra: Gordan in Berko Muratović
- Producent: Denyken
- Miks: Dejan Radičević
- Mastering: Denyken
- Producent: Coco Mosquito
- Fotografija: Gabi Farčić
- Ilustracija: Yaya
- Oblikovanje: c.c.n., Gabi Farčić
- Izvršni producent: Boris Horvat